# Miss Sergipe 2014
Miss Sergipe 2014 foi a 56ª edição do tradicional concurso que escolhe a melhor candidata sergipana para representar seu estado e sua cultura no Miss Brasil. O evento coordenado por Deivide Barbosa contou com um total de dezenove candidatas aspirantes ao título máximo da beleza do estado, número abaixo do que foi anteriormente anunciado previamente pela organização, vinte e cinco. A noite final do evento não foi televisionada, contradizendo o que foi anteriormente divulgado pela coordenação.
Lisianny Bispo, a Miss Sergipe 2013 e semifinalista no Miss Brasil do mesmo ano, coroou sua sucessora ao título no final do evento. Participou do concurso a atual Miss Brasil e quinta colocada no Miss Universo, Jakelyne Oliveira. A competição estava prevista para ocorrer em 5 de Abril de 2014 na cidade de Itabaiana, porém foi adiado para o dia 2 de Agosto no Teatro Tobias Barreto, localizado na capital. A vencedora foi a representante de Campo do Brito, Priscilla Pinheiro.

## Agenda
Durante alguns dias prévios à noite final da competição, as candidatas cumprem um agenda, como:
- Jul 30: As candidatas chegam à Aracaju e se hospedam no Riverside Farol Hotel. Formalização de documentos e inscrição.
- Jul 31: Orientações gerais com o coordenador. As candidatas fazem ensaios fotográficos e passam o dia treinando.
- Ago 01: Recepção das candidatas à Evandro Hazzy no Aeroporto de Aracaju. Avaliação técnica e dicas de comportamento por Evandro Hazzy.
- Ago 02: Últimos ensaios de coreografia e noite de coroação da nova detentora do título estadual.

## Resultados

### Colocações
- Ficou assim distribuídas as posições das candidatas na noite final:[5]

| Colocação               | Município e Candidata |
| Miss Sergipe            | - Campo do Brito - Priscilla Pinheiro |
| 2º. Lugar               | - São Cristóvão - Camila Dias Mol |
| 3º. Lugar               | - Ribeirópolis - Tatiane Oliveira |
| 4º. Lugar               | - Cristinápolis - Eldine Quintela |
| 5º. Lugar               | - Lagarto - Sheilla Raquel |
| (TOP 10) Semifinalistas | - Boquim - Alice Matos - Canindé de São Francisco - Myrella Vieira - Carmópolis - Yanka Henrique - Nossa Senhora da Glória - Ravana Freitas - Riachão do Dantas - Taliane Santana |
| (TOP 15) Semifinalistas | - Arauá - Hyanka Vieira - Japoatã - Ellen Cristina Cajé - Neópolis - Érica Lima - Porto da Folha - Yasmim Costa - Salgado - Jozzi Bianneychi                                      |

### Prêmios Especiais
- Foram distribuídas as seguintes premiações especiais às candidatas:[6]

| Prêmio              | Município e Candidata                 |
| Miss Simpatia       | - Divina Pastora - Catarina Aragão    |
| Melhor Traje Típico | - Campo do Brito - Priscilla Pinheiro |

## Candidatas
Todas as candidatas que disputaram o título estadual:
| - Arauá - Hyanka Vieira - Boquim - Alice Matos - Campo do Brito - Priscilla Pinheiro - Canindé de São Francisco - Myrella Vieira - Carmópolis - Yanka Henrique - Cristinápolis - Eldine Quintela - Divina Pastora - Catarina Aragão - Japaratuba - Kamila Gouveia - Japoatã - Ellen Cristina Cajé - Lagarto - Sheilla Raquel | - Neópolis - Érica Lima - Nossa Senhora da Glória - Ravana Freitas - Nossa Senhora das Dores - Patrícia Nascimento - Poço Redondo - Marjhana Marques - Porto da Folha - Yasmim Costa - Riachão do Dantas - Taliane Santana - Ribeirópolis - Tatiane Oliveira - Salgado - Jozzi Bianneychi - São Cristóvão - Camila Dias Mol |

## Histórico
Durante sua preparação, o concurso teve algumas trocas e desistências inesperadas, veja:

### Desistentes
- Aracaju - Ingrid Vieira Moraes
- Barra dos Coqueiros - Kétura Larissa
- Capela - Clecia Sobral
- Carira - Vitória Correia
- Ilha das Flores - Marília de Paula
- Itabaiana - Laís Valéria
- Itabaianinha - Isabella Braga
- Laranjeiras - Ana Kezya Alves
- Pirambu - Caroline Andrade
- Riachão do Dantas - Elaine Santana

### Trocas
- Ana Kézya Alves trocou de representação municipal, de São Cristóvão, ela representará Laranjeiras.
- Caroline Andrade também trocou de representação municipal, do pequeno povoado de Ilha do Ouro, ela representará Pirambu.
  -  Independente das trocas realizadas, nenhuma das duas representaram, de fato, seus municípios na final.

## Crossovers
Candidatas que tem histórico de participação em outros concursos:

### Estaduais
Miss Rio Grande do Norte
- 2013: Campo do Brito - Priscilla Pinheiro (5º. Lugar)
  - (Representando o município de Mossoró)

Miss Sergipe
- 2013: Cristinápolis - Eldine Quintela (3º. Lugar)
  - (Representando o município de Tobias Barreto)
- 2013: Salgado - Jozzi Bianneychi (Miss Simpatia) [11]
  - (Representando o município de Salgado)

### Nacionais
Miss Mundo Brasil
- 2013: Aracaju - Ingrid Vieira Moraes 
  - (Representando o Estado de Sergipe)